# رضا توفیق بلوک‌باشی
رضا توفیق بیگ (رضا توفیق بلوک‌باشی بعد از قانون نام خانوادگی ترکی در سال ۱۹۳۴؛ ۱۸۶۹–۳۱ دسامبر ۱۹۴۹) فیلسوف، شاعر، سیاستمدار لیبرال عثمانی و بعداً ترک و رهبر جامعه (برای برخی از اعضای جامعه بکتاشی)) از اواخر قرن ۱۹ و اوایل قرن ۲۰ بود. او که چند زبان می‌دانست، حدود بیست سال در تبعید به سر برد تا اینکه در سال ۱۹۴۳ توسط ترکیه مورد عفو قرار گرفت.